# Parabuteo
Genre
Parabuteo est un genre de rapaces de la famille des Accipitridae, comprenant deux espèces vivant sur le continent américain.

## Liste des espèces
D'après la classification de référence (version 14.1, 2024) de l'Union internationale des ornithologues, il y a 2 espèces du genre Parabuteo (ordre philogénique) :
- Parabuteo unicinctus (Temminck, 1824) – Buse de Harris ;
  - Parabuteo unicinctus harrisi (Audubon, 1837) ;
  - Parabuteo unicinctus unicinctus (Temminck, 1824) ;
- Parabuteo leucorrhous (Quoy & Gaimard, 1824) – Buse cul-blanc.